# 实验
实验（英語：experiment）是在設定的條件下，用来检验某种假设，或者驗證或質疑某种已经存在的理论而进行的操作。通过控制变量产生不同的结果，实验有助于人们理解现象之间的因果关系。实验的目标各有不同，尺度也有大有小，但实验总是依赖可重复的操作，以及对结果的逻辑分析。

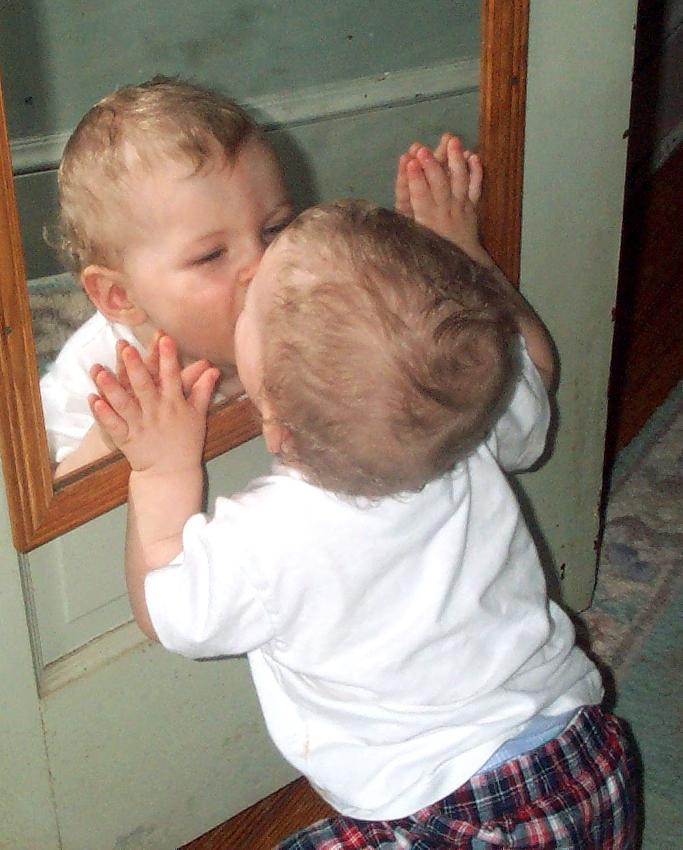
即使很小的孩子也能进行基础的实验，以理解世界万物的运行方式。

儿童能做基础的实验来理解物体落地的现象，科学家团队则可花数年时间进行系统探究才能进一步理解某些现象。在科学课上，实验等动手活动对学生的学习非常重要。实验能提高学生的考试成绩，助长学生的学习兴趣，使学生学习更投入，长期的实验的效果尤为显著。实验可以是个人日常生活中自然的观察比较行为（如试尝一盒巧克力以找到最喜爱的口味），也可以是严格控制的（如在许多研究亚原子的科学家的监督下使用复杂设备开展的实验）。自然科学和社会科学使用的实验有相当大的不同。
实验经常包含对照。通过对比对照组与实验组的测量结果，能把单个独立变量以外的因素对实验的影响降到最低，使实验的结果更加可靠。对照是科学方法的一部分。在理想的情况下，通过对照实验能控制所有的变量。这样，若得出预料中的结果，就有可能确定实验正确地进行了，实验结果是受检验的变量的作用结果。
在科学研究中，實驗是可以重複的，不同的實驗者在前提一致，操作步驟一致的情況下，能夠得到相同的結果。通常科学实验最终以实验报告的形式发表。
试验的含义与实验不同，它指的是在已知某种事物的时候，为了了解它的性能或者结果而进行的试用操作。

## 简介
在科学方法中，实验是一种为检验相互竞争的模型或假说的优劣而进行的观察研究。研究者也用实验检验已有的理论或新的假说，以支持或证伪它们。
对一些过程或现象，人们会预想它们是如何运作的，而实验就通常用于检验这些假说。但做实验不一定要先有假说，只是看看会发生什么就够了；做实验也有时只是为了检验之前的结果。如果实验的操作没有问题，那它所得出的结果，通常要么让这个假说显得更可信（但不是证明它：某些科学哲学指出，实验永远不能“证明”假说），要么提供反例从而证明理论或假说是错的，但总可以对理论或假说进行一些特意的改动来挽救，不过这样它就变复杂了。
实验也必须控制可能的干扰因素，否则会破坏实验的准确性或可重复性，或使实验的结果难以理解。通过对照实验，或在随机实验中通过随机分配，可以消除干扰。
实验是工程学和物理科学的科学方法中的重要组成部分。工程师和科学家提出理论和假设，来描述特定条件下物理过程的运作方式（例如，能否用某种工艺规程生产所需的化合物），然后做实验来检验。这些领域中，实验通常侧重于复制相同的操作程序，希望以此产生相同的结果，而很少做随机分配。
在医学和社会科学中，不同学科使用实验研究的程度大相径庭。但当研究者做实验时，实验通常遵循临床试验的形式，把不同的处理或控制条件随机分配给不同的实验单位（通常是个人），评估所产生的若干结果。不同于物理科学的实验规范，医学和社会科学中的实验通常侧重于平均处理效应（实验组和对照组中产生的结果的差异）或实验产生的其他的检验统计量。单个研究中通常不复制实验，而系统综述和元分析则把单独的实验汇总起来研究。
各个科学分支中实验的实践各有差异。例如，农业研究中的实验经常是随机实验（如用于测试不同肥料的效果），而实验经济学在检验理论中的人类行为时，所做的实验经常不需要把处理和控制条件随机分配给每个人。

## 种类
根据不同研究领域中专业标准的不同，实验有多种分类方法。例如，可把实验分为对照试验、自然实验和实地实验。
“真实验”是某些学科（如心理学、政治学）中的一种社会研究方法，其中有两种变量：实验者控制自变量，并测量因变量。真实验的特征是，通过随机分配来中和实验者偏差，并在实验的大量重复中确保控制所有干扰因素。
实验的目标因学科而异，包括检验理论、寻找并记录现象、发展理论、对决策者提出建议，这些目标不同而不互斥。实验的目标不同，其效度也会不同。

## 著名的实验
1. 相传伽利略在比萨斜塔上曾经做过自由落體比萨斜塔实验，證明了自由落體下落的規律。但后来美国语言与信息研究中心的执行主任凯斯·达维林指出这是一个误传，伽利略并没有做过这项实验。
2. 伽利略的斜面滚球实验。
3. 拉瓦锡证明空气是由氧气和氮气组成的实验。
4. 青蛙实验，在缓慢升高温度的水中的青蛙不会跳出水面而被烫死，这证明你好了心理学中人若对于环境的不适应程度不明显，危机感将下降的说法。

1. 密立根的油滴实验。
2. 牛顿的色散实验。
3. 迈克耳孙-莫雷实验